# Georges De Jonghe
Georges De Jonghe (29 oktober 1917 - 4 oktober 1998) was een Belgische atleet, die gespecialiseerd was in het discuswerpen. Hij werd tweemaal Belgisch kampioen.

## Biografie
In 1954 en 1957 werd De Jonghe Belgisch kampioen discuswerpen.
De Jonghe was aangesloten bij Sperregem Atletiek Sport, een onderafdeling van Olympic Brugge en stapte in 1951 over naar de hieruit nieuw opgerichte club Houtland AC.

## Belgische kampioenschappen
| onderdeel    | jaar       |
| ------------ | ---------- |
| discuswerpen | 1954, 1957 |

## Persoonlijk record
| Onderdeel    | Prestatie | Datum | Plaats |
| ------------ | --------- | ----- | ------ |
| discuswerpen | 45,71 m   | 1958  |        |

## Palmares
discuswerpen
- 1954:  BK AC - 43,84 m
- 1957:  BK AC - 43,64 m